# José Delaquerrière
José Delaquerrière, né à Paris le 16 septembre 1886 et mort à Montréal le 10 avril 1978, était un chanteur (ténor), professeur, compositeur et comédien  québécois.  

## Biographie et carrière
José Delaquerrière étudia à Paris le chant, les théories musicales et plusieurs instruments de musique. 
Ses tout premiers professeurs de chant furent ses propres parents, Louise de Miramont— professeure de chant et cantatrice connue à l'époque — et son père Louis Delaquerrière, premier ténor à l'Opéra-Comique de Paris avant d'ouvrir sa propre École de chant. 
Parmi ses maîtres figuraient Charles Bordes, Fauré et Amédée Gastoué. Au Conservatoire de Paris, il suivit des cours de chant, de diction et d'art dramatique. 
En janvier 1923, il arriva à Montréal pour une saison d'opérette française au théâtre Saint-Denis où il se distingua. 
Il se vit confier une série d'émissions à la station radiophonique CKAC nouvellement établie. À New York (1924), il prit part aux concerts de l'International Composers' Guild, dont Edgard Varèse était l'animateur.
Sous la direction de Leopold Stokowski, il participa à la création nord-américaine de renard de Stravinsky avec l'Orchestre de Philadelphie.
Retourna en France de 1924 à 1937, y poursuivant sa carrière en opérette, à Paris et en province et son enseignement du chant, Membre de l'Union professionnelle des Maîtres du chant français (Paris). Il revint en Amérique et s'établit de façon permanente à Montréal' en 1937, devenant citoyen canadien en 1954.
À Montréal, il poursuivit sa carrière à l'opérette, au cinéma et à la radio. Engagé régulièrement à la radio et à la télévision, il concentra toutefois ses efforts à l'enseignement de la musique dans les milieux défavorisés et fonda le Conservatoire populaire Delaquerrière, où il allait donner gratuitement à plus de 8 000 jeunes des cours de chant et d'interprétation, ainsi que la chorale mixte Chœur de France. 
L'activité de ces deux entreprises se poursuivit jusqu'en 1966. Il fut nommé professeur au Conservatoire de musique de Montréal en 1951.
Écrivant surtout pour la voix, José Delaquerrière a signé environ 200 œuvres dont une douzaine ont été publiées. En 2001, il fut admis de façon posthume comme compositeur agréé du Centre de musique canadienne.
Il fut aussi un comédien dans quelques feuilletons télévisés québécois (ex.: La Pension Velder) et à la radio.
Le fonds d'archives de José Delaquerrière est conservé au centre d'archives de Montréal de Bibliothèque et Archives nationales du Québec.

## Distinctions
- 1973 -  Membre de l'Ordre du Canada[3]

## Publications
- En 1976, paraît la première édition de son livre Savoir chanter (Éditions Mondex, Montréal).  En 2008, en paraît une deuxième édition, revue et augmentée (Éditions Delaquerrière Richardson, London Ontario).

Le livre contient 30 leçons de chant, d’interprétation vocale d’accès facile à de tout débutants, mais aussi des documents, conseils, trucs du métier et exercices vocaux supplémentaires de niveau plus avancé qui s’avéreront utiles aux chorales et même à des chanteurs bien en possession de leur métier. Des anecdotes de théâtre complètent le livre.  Les musicologues trouveront dans ce livre de nombreux exemples des principaux principes et des techniques de l’école d’interprétation vocale française tels qu’enseignés à l’École Delaquerrière.

## Source
- Encyclopédie canadienne Historica
- SAVOIR CHANTER Éditions Delaquerrière Richardson (2008 London Ontario)   (ISBN 978-2-9810344-0-3).